# Hayato Yano
Hayato Yano (矢野 隼人 Yano Hayato?, nacido el 29 de octubre de 1980 en Osaka) es un exfutbolista japonés. Jugaba de delantero y su último club fue el FC Kariya de Japón.

## Trayectoria

### Clubes
| Club           | País  | Año         |
| -------------- | ----- | ----------- |
| Tokyo Verdy    | Japón | 1999 - 2002 |
| Ventforet Kofu | Japón | 2002        |
| FC Kariya      | Japón | 2007 - 2008 |